# Bohater Republiki Kuby
Bohater Republiki Kuby (hiszp. Héroe de la República de Cuba) – najwyższy tytuł honorowy nadawany przez Republikę Kuby, wzornictwem nawiązujący do podobnych tytułów nadawanych w innych państwach obozu socjalistycznego, w szczególności Bohatera Związku Radzieckiego. 
Tytuł został ustanowiony rozporządzeniem z mocą ustawy nr 30 z dnia 10 grudnia 1979: „[Tytuł Bohatera Republiki Kuby] nadaje się członkom Sił Zbrojnych i innym obywatelom Kuby lub krajów zaprzyjaźnionych za nadzwyczajne zasługi i czyny dokonane w obronie ojczyzny i podbojów rewolucji lub za wyjątkowe zasługi dla sprawy socjalizmu i walki z imperializmem”. Organami uprawnionymi do zgłaszania kandydatów do wyróżnienia tytułem Bohatera Republiki Kuby są Przewodniczący Rady Stanu i Minister Rewolucyjnych Sił Zbrojnych, przy czym Rada Stanu jest organem uprawnionym do nadawania różnych odznaczeń i tytułów honorowych przyznawanych przez państwo kubańskie.
Bohaterowi Republiki Kuby przysługuje Medal Złotej Gwiazdy, zawieszony na złotej zawieszce obciągniętej wstążką w barwach flagi narodowej. Odznaczony może nosić pełny medal na mundurze wojskowym, na ubraniu cywilnym natomiast musi użyć otrzymanej wraz z odznaczeniem miniatury. Każdy wyróżniony tytułem Bohatera Republiki Kuby otrzymuje również Order Playa Girón.